# Bluenose
Bluenose (с англ. — «Синеносая») — канадская рыбацкая шхуна. Была построена в Луненберге (Новая Шотландия) в 1921 году с двоякой целью — как собственно для рыбного промысла, так и для участия в гонках рыбацких шхун, известных как Международная рыбацкая гонка. Одержав в этих соревнованиях четыре раза чистую победу — в 1921, 1922, 1931 и 1938 годах (гонки 1923 года завершились вничью), — получила прозвище «Королева Северной Атлантики». Единственное официальное поражение потерпела в 1930 году в рамках соревнований на Кубок Липтона в Глостере (США). Представляла Канаду на Всемирной выставке 1933 года в Чикаго и на празднованиях 25-летия правления Георга V в Англии. Шхуна, в обычное время бывшая одним из лидеров канадского рыболовецкого флота по объёму уловов, в 1942 году в связи с сокращением объёмов парусного рыболовства была продана West Indian Trading Company и несколько лет в качестве грузового судна перевозила в Вест-Индии продовольственные товары и грузы военного предназначения. В 1946 году, совершая грузовой рейс у берегов Гаити, наскочила на риф и затонула.
В 1963 году на воду была спущена реплика исторического корабля — Bluenose II, ставшая «парусным представителем Новой Шотландии». Изображение первой Bluenose с 1937 года наносится на монеты достоинством в 10 канадских центов, а также появлялось на ряде канадских почтовых марок и юбилейных монет. Ей посвящена песня Стэна Роджерса, а с 1955 года Bluenose включена в списки Зала славы канадского спорта.

## Предыстория
В 1920 году, впервые с 1903 года, прошли соревнования океанских парусных яхт на Кубок Америки. Соревнования вызвали живой интерес у публики, но отмена последней гонки регаты из-за ветра скоростью 23 узла стала причиной многочисленных насмешек. В частности, в газете New York Globe участвующие в Кубке Америки яхты презрительно назвали «бумажными корабликами», посоветовав организовывать их соревнования в ванне. Резко критично отозвались о судах, участвовавших в регате, и опасливой линии организаторов также Boston Globe и Toronto Telegram. Критика высказывалась со стороны не только журналистов, но и профессиональных рыбаков, чьи парусные суда с честью выдерживали намного более тяжёлые погодные условия. В результате было принято решение об организации регаты парусных рыбачьих шхун по образцу Кубка Америки. Такая регата являлась бы одновременно развитием многолетней традиции соперничества американских рыбаков из Глостера и их канадских коллег из Луненберга, в начале каждого рыболовецкого сезона соревновавшихся, кто быстрей достигнет мест лова — Большой Ньюфаундлендской банки. Начиная с 1871 года в Галифаксе и 1886 года в Бостоне неоднократно проводились одноразовые массовые гонки рыболовецких шхун — согласно канадскому автору Киту Макларену, их состоялось к 1920 году чуть менее десятка.
Толчок к учреждению нового состязания дало письмо канадского яхтсмена Колина Маккея (потомка знаменитого кораблестроителя Дональда Маккея) в Montreal Gazette, которое было затем перепечатано в журнале Canadian Fisherman. В письме предлагалось провести «настоящую гонку между настоящими рыбачьими шхунами». Претворением идеи соревнования среди шхун в жизнь занялся канадский сенатор Уильям Деннис, владелец газеты Halifax Herald. Он же учредил и приз соревнования — The Halifax Herald’s International Fishermen’s Trophy, впоследствии известный просто как Кубок Денниса. Новая регата получила название Международной рыбацкой гонки (англ. International Fishermen’s Race, хотя её условия предусматривали участие только американских и канадских шхун, исключая, в частности, португальцев). Даже в самих США идея не сразу вызвала интерес, поскольку приготовления к соревнованию начались, когда большинство американских рыбаков были в рейсах (лов и доставка свежей рыбы продолжались к тому времени практически круглогодично), но позднее её с воодушевлением приняли в Глостере. Первая регата была проведена уже в 1920 году. Канадцы провели полноценный отбор, который первоначально задумывался как репетиция перед соревнованием следующего года, американцы же были вынуждены выбирать между всего лишь несколькими шхунами, находившимися в глостерском порту. Выбор пал на небольшую шхуну Esperanto (одну из немногих шхун, между которыми мог выбирать на тот момент Глостер), и её поспешно, но тщательно привели в порядок.
Американское судно выиграло первую гонку у своего канадского соперника, Delawana, с разницей в треть часа, вторую — с разницей в 7¼ минуты; третья, решающая гонка не понадобилась. Эксперты-судостроители указывали на то, что шхуны Новой Англии были у́же и легче своих аналогов из Новой Шотландии, что было связано с отличиями в эксплуатации. Американские шхуны, помимо рейсов за солёной треской, совершали также рейсы за свежей рыбой, которую сохраняли на льду и с максимально возможной скоростью доставляли в порт. Кроме того, многие из них продолжали лов круглый год, что обуславливало необходимость особенно хорошей маневренности против ветра. Канадские суда оставались на месте лова дольше, а в межсезонье использовались для транспортировки грузов; таким образом, для них был характерен более вместительный трюм и меньший акцент на скорость. Поэтому было принято решение о постройке нового судна, которое, оставаясь эффективным как рыболовецкая шхуна, в то же время отличалось бы лучшими мореходными качествами. Одновременно были предприняты и шаги, предотвращающие участие в дальнейших гонках полноценных гоночных судов под видом рыболовецких, и ужесточены требования к параметрам шхун-участниц.

## Постройка
Над созданием новой шхуны работал капитан Ангус Уолтерс, чья шхуна Gilbert B. Walters (названная в честь двух его сыновей — Гилберта и Бернарда) считалась одним из основных кандидатов на победу в канадском отборе 1920 года, но потерпела аварию в ходе гонки, потеряв фор-стеньгу. К работе над дизайном был привлечён Уильям Джеймс Руэ, самостоятельно освоивший профессию инженера-кораблестроителя; данный проект был первым для него проектом рыболовецкого судна, но до этого он уже строил гоночные и прогулочные яхты. Его первый опыт в кораблестроении, одномачтовая яхта Babette, построенная в 1909 году, прослужила 50 лет и в дальнейшем была включена в экспозицию Морского музея Атлантики в Галифаксе. Другое детище Руэ, гоночный шлюп Zetes, спущенный на воду два года спустя, отличался особенно хорошими мореходными качествами при встречном ветре или крутом бейдевинде.
Руэ попытался совместить в своём проекте скоростные характеристики американских шхун со вместительностью канадских. Единственной специфичной для новой шхуны деталью было максимально низкое расположение балласта над килем. Первоначальный проект Руэ был отвергнут комиссией, так как в нём длина шхуны по ватерлинии превосходила установленные к тому времени максимально допустимые габариты на 2,6 метра, но конструктору удалось переделать проект до истечения отведённого срока — двум другим шхунам, построенным в это же время с превышением допустимых размеров, было отказано в праве представлять Канаду. Деньги на постройку судна были пожертвованы пятью спонсорами, общая стоимость постройки составила около 35 тысяч долларов — примерно на треть больше, чем цена постройки стандартной рыболовецкой шхуны в 1920 году (при этом в начальную стоимость не вошла оплата труда Руэ, который ждал своих денег два года и даже был вынужден обратиться в суд, чтобы взыскать причитавшуюся ему тысячу долларов). Пайщики разделили между собой 350 акций стоимостью 100 долларов каждая, причём Уолтерс настоял на том, чтобы контрольный пакет принадлежал ему. Закладка судна состоялась в декабре 1920 года на верфи Smith & Rhuland в Луненберге, а спуск на воду — 26 марта 1921 года. Забить символический золотой гвоздь в киль шхуны был приглашён генерал-губернатор Канады Виктор Кавендиш, однако, посетив перед этим ещё одно мероприятие, он приехал на церемонию нетрезвым и не мог попасть кувалдой по гвоздю, поэтому за него последний удар нанёс другой человек.
Шхуна была почти полностью построена из новошотландской древесины — дуба, берёзы, сосны и ели. Согласно части источников, исключение составляли только мачты, на которые пошли высокие псевдотсуги Мензиса из США, однако в книге 2007 года «Ведьма встречного ветра» сообщается, что на киль также пошла древесина из США — белый дуб, поскольку древесина канадского красного дуба была слишком пористой для этой цели. Большинство надстроек, согласно этому источнику, было выполнено из импортного махагони. Кильсон был изготовлен из ели, 63 пары шпангоутов шириной 18 дюймов (45,7200000 см) и толщиной 10 дюймов у основания и 8 в верхней части были сборными, на них пошли ель, сосна, берёза и твёрдые породы клёна. Двуслойная обшивка общей толщиной 5 дюймов (дуб и берёза ниже ватерлинии и псевдотсуга Мензиса в надводной части) была закреплена на шпангоутах нагелями. На доски палубы пошла сосна, а на перо руля — берёзовый брус толщиной 12 дюймов. Доводка парусного вооружения судна была завершена к 15 апреля 1921 года.
Шхуна получила имя Bluenose — распространённое прозвище жителей Новой Шотландии со времён Т. Ч. Хэлибёртона (это имя прежде неоднократно присваивалось судам, строившимся в Приморских провинциях, первые из которых получили его в 1839 и 1850 годах). Её водоизмещение составило 285 метрических тонн, полная длина 143 фута (44 м), общая площадь парусов — 10 тысяч квадратных футов (больше, чем несла любая из американских рыболовных шхун). К килю судно плавно укорачивалось и в нижней точке его длина составляла только 50 футов (15 м). Корпус сильно сужался к юту. По сравнению с авторским проектом Руэ в конструкцию шхуны по настоянию капитана Уолтерса было внесено важное изменение: высота полубака была увеличена на полметра, чтобы сделать более просторным носовой кубрик. Это придало Bluenose специфичные очертания, которые многие находили уродливыми. Существуют разногласия по поводу того, как данная переделка сказалась на скоростных качествах судна. Распространено мнение, что именно высокий нос сделал новую шхуну столь быстрой (в частности, один из коллег Уолтерса даже предположил, что истинной причиной изменений в конструкции было улучшение мореходности в условиях сильного волнения, а вовсе не удобства матросов). Однако Руэ, а позднее и сам Уолтерс говорили, что без увеличения высоты ходовые качества в любую погоду, за исключением самой бурной, могли бы быть ещё лучше.
| Основные характеристики Bluenose     | Основные характеристики Bluenose | Основные характеристики Bluenose |
| ------------------------------------ | -------------------------------- | -------------------------------- |
| Общая длина                          | 143 фута                         | 43,6 м                           |
| Длина по ватерлинии                  | 112 футов                        | 34,1 м                           |
| Максимальная ширина                  | 27 футов                         | 8,2 м                            |
| Осадка                               | 15 футов 10 дюймов               | 4,85 м                           |
| Высота грот-мачты над уровнем палубы | 125 футов 10 дюймов              | 38,4 м                           |
| Высота фок-мачты над уровнем палубы  | 102,5 фута                       | 31,3 м                           |
| Длина грота-гика                     | 81 фут                           | 24,7 м                           |
| Длина фока-гика                      | 32,5 фута                        | 9,9 м                            |
| Общая площадь парусов                | 10 000 кв. футов                 | 930 м²                           |
| Водоизмещение                        | 258,5 длинных тонн               | 285 т                            |

Хотя, как указывает Кит Макларен, к началу XX века конструкция рыбачьих шхун Большой банки была близка к идеальной, совершенствуясь на протяжении двух столетий эволюции, Bluenose оказалась уникальной. Высказываются разные мнения по поводу того, какие именно особенности конструкции были причиной спортивных успехов Bluenose, которая опережала не только обычные рыбачьи шхуны, но и суда, в дальнейшем построенные с единственной целью — победить её в соревнованиях — и в качестве рыболовных приносившие владельцам одни убытки. В качестве возможной причины, как упомянуто выше, назывался приподнятый нос шхуны; предполагалось, что имелись отличия в устройстве такелажа или что расположение мачт было «математически идеальным», однако эти теории не опираются на конкретные факты. Выдвигались и более экзотичные предположения — например, что особыми ходовыми качествами Bluenose обязана необычно холодной осени и зиме, из-за которых пошедшая на неё древесина успела промёрзнуть насквозь. Действительно, возможно, что дело было не только в конструкции, так как, согласно одному из участников постройки шхуны, позже и сам Руэ попытался в точности воспроизвести её и не сумел добиться аналогичных ходовых качеств. Неизвестно, была ли при постройке копии воспроизведена одна конструктивная особенность, на которую указывал в 1950 году журнал Maclean's: в отличие от традиционных рыбачьих шхун, доски обшивки которых прибивались к форштевню сзади, на Bluenose они крепились с боков, как на яхтах. В результате обшивка в точке касания воды была не совсем гладкой, образуя небольшой гребень. Кроме того, форма корпуса позволяла её капитану увеличивать скорость за счёт манипуляций с размещением балласта.

## В составе канадского рыболовного флота

### Рыболовный сезон и гонки 1921 года

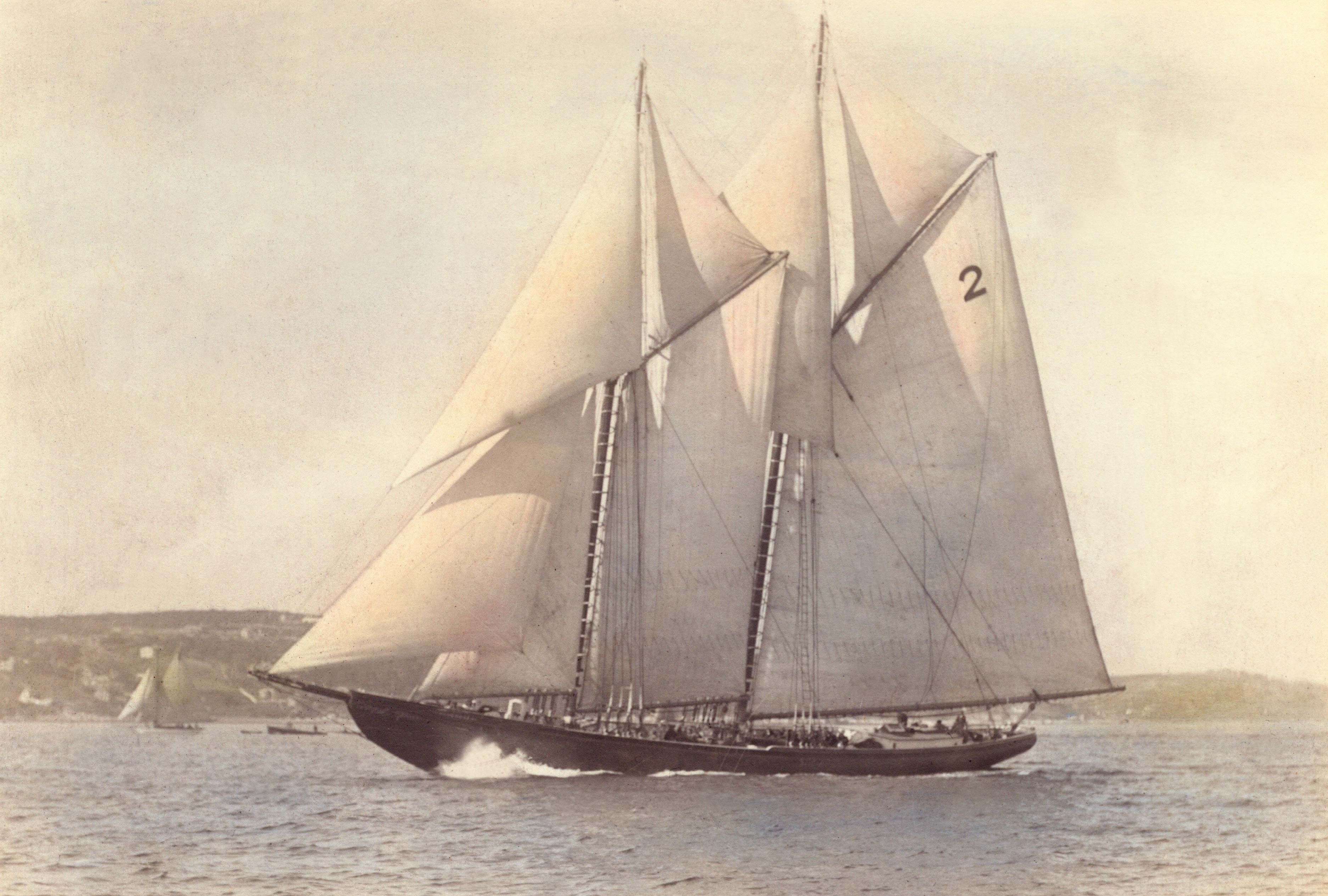
Bluenose на канадском отборе 1921 года

По условиям Международной рыбацкой гонки в ней могли принимать участие только настоящие рыболовецкие шхуны — во избежание победы чисто гоночного судна. Поэтому необходимым условием участия в гонке было проведение шхуной хотя бы одного полного рыболовного сезона. В связи с этим сразу по окончании такелажных работ, 15 апреля 1921 года, Bluenose под командой Ангуса Уолтерса вышла к Большой банке в свой первый рейс, в ходе которого осуществлялась ловля на мороженую наживку. За этим рейсом последовали ещё два — весной и летом. Лов с Bluenose, как и с других луненбергских шхун, шёл при помощи плоскодонных шлюпок (англ. dory), выставлявших ярусы длиной до 2,5 км с крючками с наживкой через каждые три метра. Проверка ярусов, если позволяла погода, осуществлялась до четырёх раз в день — на каждую проверку уходило порядка трёх часов. Шхуна не только доказала свои отличные мореходные качества, но и возвращалась с большим уловом, став по этому показателю одним из лидеров луненбергского рыболовного флота. В общей сложности она доставила в Луненберг 470 тысяч фунтов (210 тонн) рыбы, принеся своим владельцам прибыль в размере около 2,5 тысяч долларов (ещё столько же было заработано за два рейса в Пуэрто-Рико в качестве грузового судна). По ходу сезона Уолтерс и его судно несколько раз участвовали в неофициальных гонках с другими шхунами на пари, и Bluenose выиграла все эти гонки.
Вернувшись в порт приписки в сентябре, в следующем месяце шхуна отправилась в Галифакс, чтобы принять участие в канадском отборе. Гонки проходили 15 и 17 октября, и Bluenose противостояла на отборочном этапе ещё семи судам (включая победителя прошлогоднего канадского отбора), пять из которых представляли Луненберг. Первая гонка проходила при достаточно слабых ветрах (от 8 до 20 узлов), и судно Уолтерса продемонстрировало своё превосходство над соперниками как при попутном и боковом, так и при встречном ветре. В последнем аспекте Bluenose была настолько лучше всех остальных шхун, что сразу заработала прозвище «ведьма встречного ветра». 40-мильную гонку она закончила за 4 часа, 6 минут и 18 секунд, на четыре с лишним минуты быстрее ближайшего конкурента — Canadia из Шелберна (тоже построенной специально к гонкам) — и почти на 11 минут лучше третьего места. Вторую гонку, при 25-узловом ветре, Bluenose выиграла ещё более убедительно, опередив второе место на 16 минут и обеспечив себе право представлять Канаду на Международной рыбацкой гонке.
Американцы первоначально собирались выставить на международную гонку шхуну Mayflower из Бостона, но этот кандидат вызвал вначале возмущение со стороны глостерских рыбаков, а затем и официальный протест канадской стороны. По словам критиков, Mayflower представляла собой не настоящее рыболовецкое судно, а «шхуну-яхту», предназначенную только для гонок. Судно, как и Bluenose, специально строившееся для Международных рыбацких гонок, обошлось своим создателям в ещё более крупную сумму — 52 тысячи американских долларов, а его конструкция включала ряд новинок, нехарактерных для рыбачьих шхун, включая знакомый яхтсменам выстрел бушприта, отогнутые вверх краспицы, стальной такелаж и укороченный транец, призванный уменьшить разрушительный эффект при ударах кормы о волну. Впрочем, несколько канадских кораблестроителей, включая Руэ, осматривая судно, не посчитали его конструкцию излишне радикальной. Тем не менее члены организационного комитета гонки встали на сторону критиков, протест был удовлетворён, и американская сторона провела свой собственный отбор, который выиграла глостерская шхуна Elsie. Это судно (построенное за 11 лет до гонок) обладало несколько меньшими габаритами, чем Bluenose, но показывало хорошие ходовые качества в любую погоду. Mayflower в итоге тоже приняла участие в международной гонке, но вне конкурса и со снятыми стеньгами, то есть не будучи способна показать свою максимальную скорость.

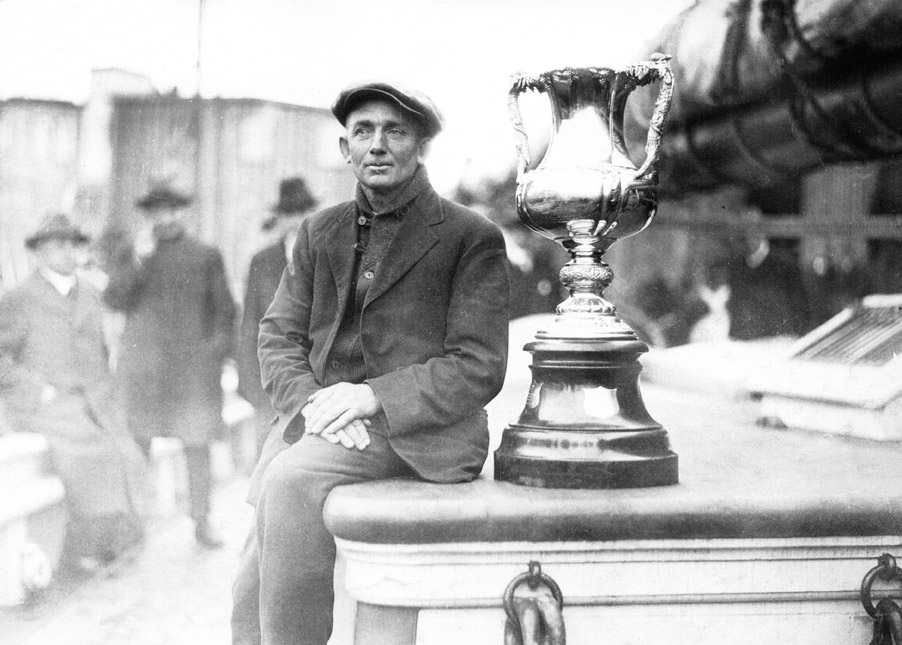
Ангус Уолтерс с Кубком Денниса, 1921 год

Elsie пришла на соревнования под командованием Марти Уэлша — того же шкипера, который за год до этого привёл к победе Esperanto, с тех пор погибшую в море. Финальные гонки состоялись у побережья Галифакса 22 и 24 октября. Первая из них проходила при сильном северо-западном ветре (25—27 узлов, с порывами до 35 узлов) и волнах высотой 6 метров. Американская шхуна ушла вперёд на первом этапе гонки, но затем Bluenose с ней поравнялась, и долгое время соревнование было равным, пока на последнем этапе усилившийся ветер не дал преимущество канадцам. За треть дистанции до конца гонки у Elsie от порыва ветра лопнула фор-стеньга, но Уолтерс, увидевший это, дал приказ уменьшить площадь парусов и на канадской шхуне ради сохранения объективности результата (Кит Макларен пишет, что Elsie фактически несла в конце гонки больше парусов, чем её соперница). Разница на финише составила, по разным источникам, от 12 до 13 минут в пользу Bluenose. Во второй гонке скорость ветра составляла всего 10—12 узлов, и Elsie уверенно лидировала перед началом последнего этапа, но при встречном ветре канадская шхуна, идя короткими галсами, быстро её обошла. Разрыв на финише достиг трёх миль.

### Гонки 1922—1923 годов
В 1922 году Bluenose снова успешно завершила летний лов, наполнив трюмы третьей из примерно двух сотен судов на Большой банке, но придя в порт первой благодаря своей скорости. В дальнейшем шхуна Уолтерса участвовала в канадском отборе с ещё тремя претендентами. Её преимущество было столь велико, что в первой гонке она, даже дав конкурентам фору в пять минут на старте, догнала их и вышла в лидеры, а затем, обогнув поворотный буй с неправильной стороны, успела сделать поворот, вернуться, обойти буй с верной стороны и всё равно финишировать на семь минут раньше ближайших преследователей.
Американская сторона, в свою очередь, как и канадцы за год до этого, попыталась найти конструкторское решение, которое позволило бы обыграть более сильного соперника. К внутреннему отбору готовили три совершенно новые шхуны. Известный морской конструктор Уильям Старлинг Берджесс (создавший за год до этого Mayflower) построил судно, получившее название Puritan, которое показало на ходовых испытаниях очень высокие скорости. Однако эта шхуна оказалась неудобной в управлении и погибла в июне 1922 года, в ходе своего третьего рыболовного рейса, наскочив на риф у острова Сейбл. После этого основным претендентом на победу стала другая новая шхуна, Henry Ford, построенная опытным кораблестроителем Томасом Макманусом. На внутреннем отборе она уверенно взяла верх над тремя конкурентами, включая Yankee, также построенную специально для соревнования с Bluenose. Mayflower, проведшая исключительно удачный сезон, также претендовала на участие в отборе, но не была к нему допущена из-за протестов канадской стороны. Ангус Уолтерс был разочарован этим решением и даже обвинил организаторов в трусости, заявив, что при сильном ветре Mayflower не смогла бы на равных конкурировать с его шхуной.

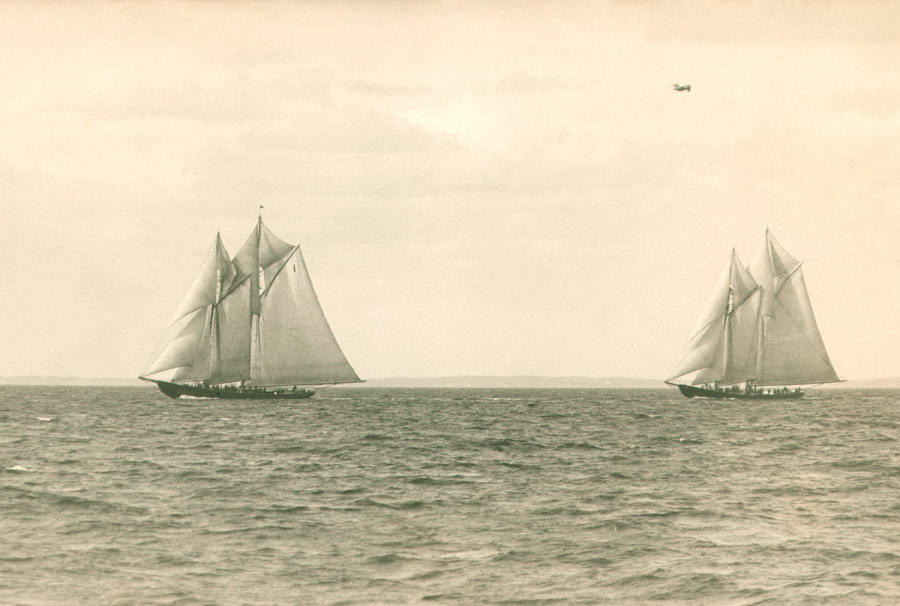
Bluenose (впереди) и Henry Ford в ходе гонки 1922 года

Международная рыбацкая гонка 1922 года проходила в Глостере в середине октября. Перед её началом капитану американской шхуны Клейтону Морисси пришлось урезать свой грот, площадь которого относительно длины судна оказалась на 45,5 м² больше, чем допускалось правилами гонки. Работа над парусом завершилась только к утру первой гонки. В первый день ветер был настолько слабым, что организаторы приняли решение отложить заезд, но капитаны стартовали вопреки полученному сигналу. При слабом ветре американская шхуна оказалась быстрей, но максимальное время, отведённое на гонку, было превышено, и её результаты были аннулированы, хотя Уолтерс был готов признать победу Henry Ford, а американская команда грозила отказаться от дальнейших соревнований. Новую гонку, тоже проходившую при слабом ветре, американцы снова выиграли, оторвавшись от канадской шхуны более чем на две минуты (на результате могло сказаться то обстоятельство, что накануне ночью Bluenose во время отлива зацепила килем подводный камень, отщепив от него кусок длиной более метра). Однако во второй и в третьей — решающей — гонках победила Bluenose, оба раза с разрывом более чем в 7 минут. Помимо преимущества канадской шхуны при сильных ветрах, свою роль также сыграла поломка стеньги на Henry Ford в последней гонке — по мнению Ангуса Уолтерса, из-за того, что американское судно несло слишком много парусов для своих размеров.
Неоднозначная победа канадцев вызвала возмущение американской публики. Пошли слухи, что председатель оргкомитета поставил деньги на победу Уолтерса и что сам Уолтерс, якобы согласившийся после гонки соревноваться с Mayflower, затем отказался от своего слова. Племянник канадского капитана, Берт Демон, отправившийся после завершения состязаний в порт, был найден утром мёртвым в воде; Уолтерс предпочёл замять дело, заявив, что Берт слишком много выпил и свалился в воду случайно, и Bluenose вернулась в Луненберг со спущенным до середины мачты флагом. В Новой Шотландии её победа не подвергалась ни малейшему сомнению: пресса прославляла непобедимую шхуну к вящему восторгу жителей провинции, переживавших спад в экономике и считавших, что федеральное правительство не уделяет ей достаточного внимания. Скандалы, сопровождавшие организацию соревнования, заставили Уолтерса отказаться от ранее запланированной гонки против Mayflower и заявить, что в США он больше соревноваться не будет. Получило распространение мнение, что ужесточённые правила превращают Международную рыбацкую гонку в подобие соревнований яхт, в противовес которым она была основана, и спасти её можно только отказом от этих правил; вместо этого организаторы после 1922 года ещё больше ужесточили требования к участвующим судам, добавив пункты, ограничивающие тоннаж и минимальную высоту надводного борта.

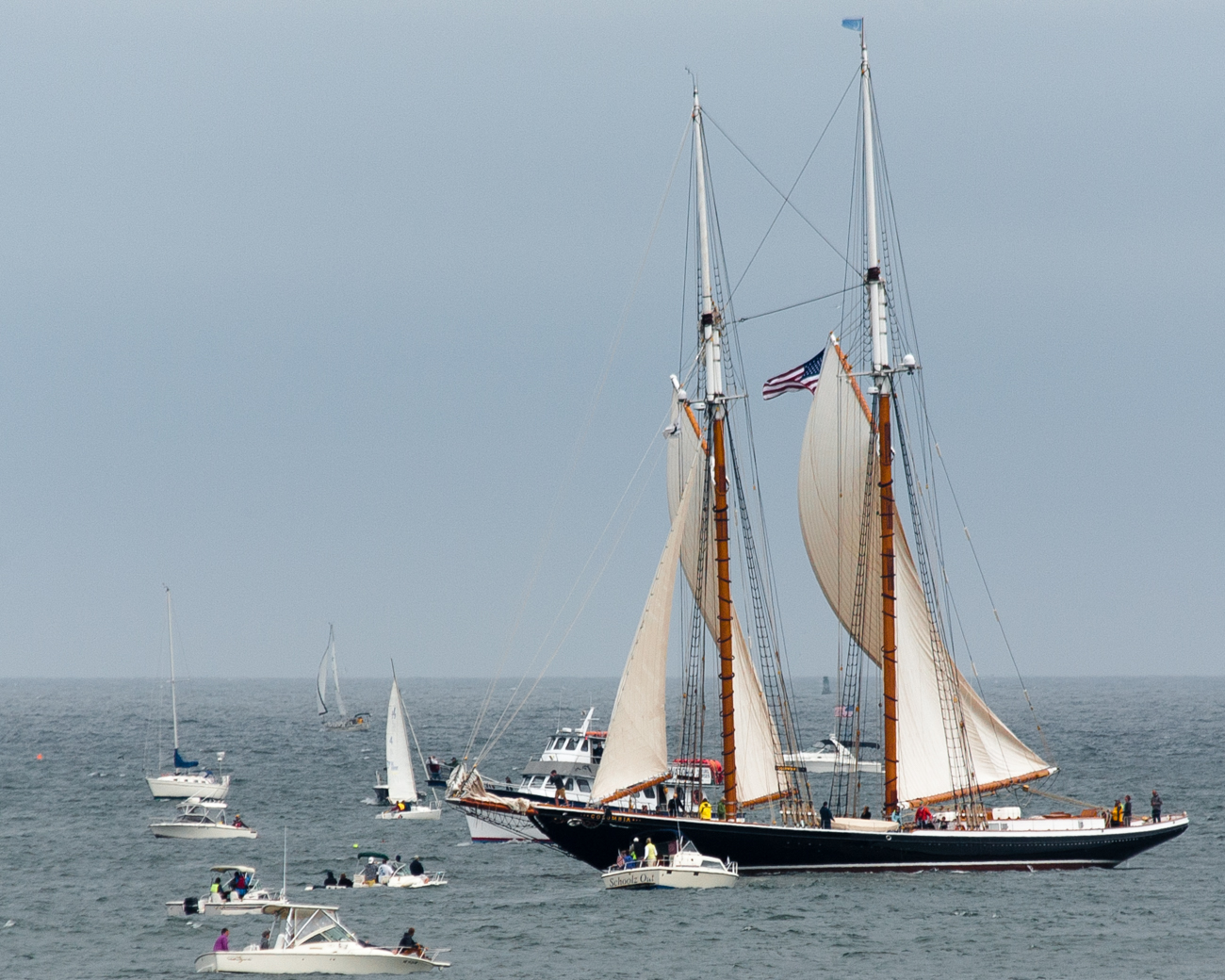
Современная реплика шхуны Columbia конструкции Берджесса

Ещё через год гонки проходили в Галифаксе в конце октября. В Канаде отбор не проводился: владельцы участвовавшей в двух предыдущих отборах шхуны Canadia пришли к выводу о бесперспективности борьбы с чемпионом, а новая Keno ещё не была достроена. В итоге Bluenose, проведшая удачный весенний и летний лов и совершившая два рейса в Вест-Индию с грузом патоки и соли, стала финалистом по умолчанию. С американской стороны в финал вышла шхуна Columbia, построенная, как и погибший годом ранее Puritan, Старлингом Берджессом. Эта шхуна была спущена на воду в Глостере весной 1923 года и осенью под командованием Бена Пайна легко победила Henry Ford в американском отборе. Хотя эпоха парусного рыболовства приближалась к концу, Columbia была построена даже не как американские шхуны для добычи и доставки свежей рыбы, а как классическая шхуна Большой банки, ведущая заготовку солёной трески с долгими выходами в море. Тем не менее было очевидно, что первоочередной задачей её создателей оставалась победа над канадским чемпионом.
Между победой в американском отборе и международной гонкой Columbia ещё раз отправилась на лов и столкнулась с моторным траулером, в итоге прибыв в Глостер с треснутым рудерпостом (брусом, на который навешивается руль). У Bluenose, напротив, сезон сложился весьма удачно — шхуна в очередной раз стала хайлайнером луненбергского рыболовецкого флота, доставив в порт 213 тонн рыбы. В первой из серии международных гонок, 29 октября при ветрах от 6 до 17 узлов, соперники за 9 миль до финиша шли вровень, и американский капитан в попытках перекрыть ветер сопернику отжал Bluenose к берегу, на мелководье. Чтобы не сесть на мель, Уолтерс провёл резкий манёвр, пройдя вплотную к американской шхуне. При этом его грота-гик зацепился за ванты Henry Ford, и почти минуту шхуны шли сцепленными. Расцепившись, канадцы вышли вперёд и на финише опередили соперников на минуту и 20 секунд. Хотя Пайн по правилам гонки имел право опротестовать результат, поскольку Bluenose запутала ему такелаж, он не стал этого делать, сознавая, что его манёвры, предшествовавшие столкновению, могли привести к крушению соперника. Вторая гонка, 1 ноября, проходила при удобном для Bluenose свежем ветре скоростью до 25 узлов. Канадцы финишировали за 2¾ минуты до американцев, но снова обошли один из буёв с неправильной стороны, и Columbia получила от судей техническую победу. Возмущённый Уолтерс отказался участвовать в третьей гонке и вернулся в Луненберг; организаторы соревнования предложили Пайну выйти на маршрут в одиночку и получить приз за неявкой соперника, но он отказался.
Bluenose сохранила трофей в результате получившейся ничьей, а призовые деньги были разделены поровну, но обиды обеих сторон прервали проведение Международной рыбацкой гонки на семь лет. Это, впрочем, не сказалось на личных отношениях капитанов Пайна и Уолтерса, ставших со временем вполне дружескими во всём, что не касалось гонок, а канадский капитан даже принёс несколько позже извинения за отказ от продолжения соревнования, объясняя, что, не будучи профессиональным спортсменом, поступил без учёта интересов других людей. Трест, владевший правами на Bluenose, в декабре 1923 года сделал попытку продать её по достаточно низкой цене (18 тысяч долларов), но эта сделка не была завершена. Bluenose и Columbia больше никогда не смогли помериться скоростью — в августе 1927 года американская шхуна погибла в шторме у берегов острова Сейбл. Через год после этого у побережья Ньюфаундленда разбилась и шхуна Henry Ford.

### Состязание сHaligonianиGertrude L. Thebaud
Хотя традиция Международной рыбацкой гонки была прервана после скандала 1923 года, в самой Канаде не оставляли надежд построить шхуну, способную обогнать Bluenose. С этой целью группа бизнесменов из Галифакса обратилась к создателю непобедимой шхуны — Уильяму Руэ. Новая модель, получившая имя Haligonian, была спущена на воду в марте 1925 года в Шелберне. В целом по габаритам она походила на предыдущий опыт Руэ, но была более низкой в носовой части, из-за чего при сильном волнении её палубу постоянно заливала вода. Весенний и летний лов на Haligonian был успешным, но осенью, возвращаясь в порт с грузом солёной трески, она наскочила на мель в проливе Кансо. Ремонт занял всю зиму, и после него шхуна сидела в воде даже глубже прежнего, а также приобрела некоторую увальчивость. Сама Bluenose также пострадала в 1925 году, повредив корпус на скалистой банке у берегов Ньюфаундленда, а в апреле 1926 года пережила сильный шторм рядом с Сейблом (капитан Уолтерс лично простоял у штурвала восемь часов, привязавшись к нему, чтобы не быть смытым в море). Тем не менее в октябре 1926 года соревнование между этими двумя шхунами всё же состоялось в Галифаксе. Борьбы не получилось: в первой гонке Bluenose выиграла у соперника почти полчаса, во второй — семь минут; ещё две гонки не были окончены из-за просроченного лимита времени. Ещё до канадской гонки Бен Пайн, выигравший аналогичное соревнование в США, предложил выйти на старт против победителя, оспаривая Кубок Денниса; он повторил своё предложение после победы Уолтерса, но тот ответил отказом.

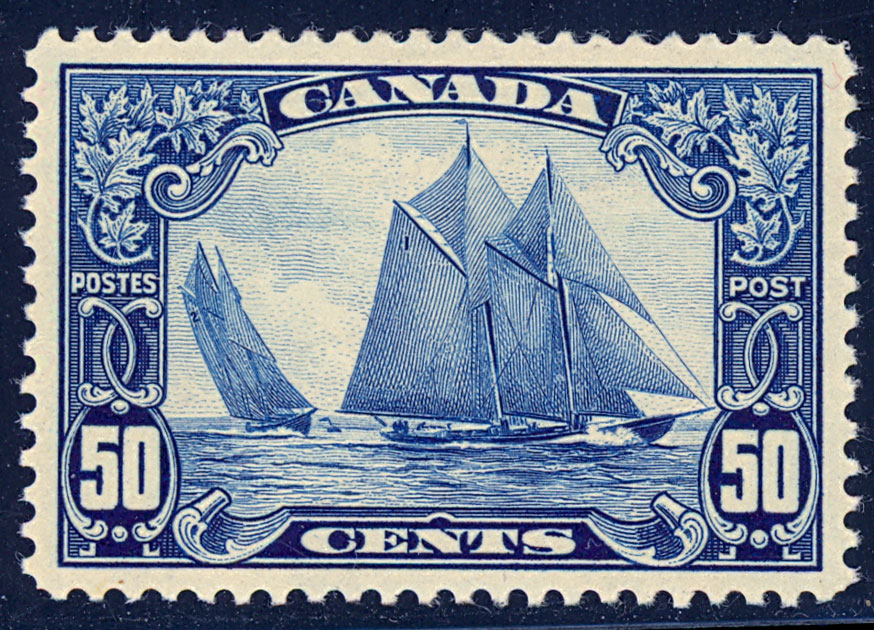
Канадская марка 1929 года с изображением Bluenose

В 1929 году Bluenose, получившая прозвище «Королева Северной Атлантики», была увековечена на канадской почтовой марке достоинством 50 центов. В этом же году группа бизнесменов из Бостона вызвала канадскую шхуну на очередное состязание, но оно не состоялось: в одном из рейсов Bluenose, которой в тот раз командовал Джон (Сонни) Уолтерс, старший брат Ангуса, села на мель у берегов Ньюфаундленда и получила повреждения, не позволявшие участвовать в гонках.

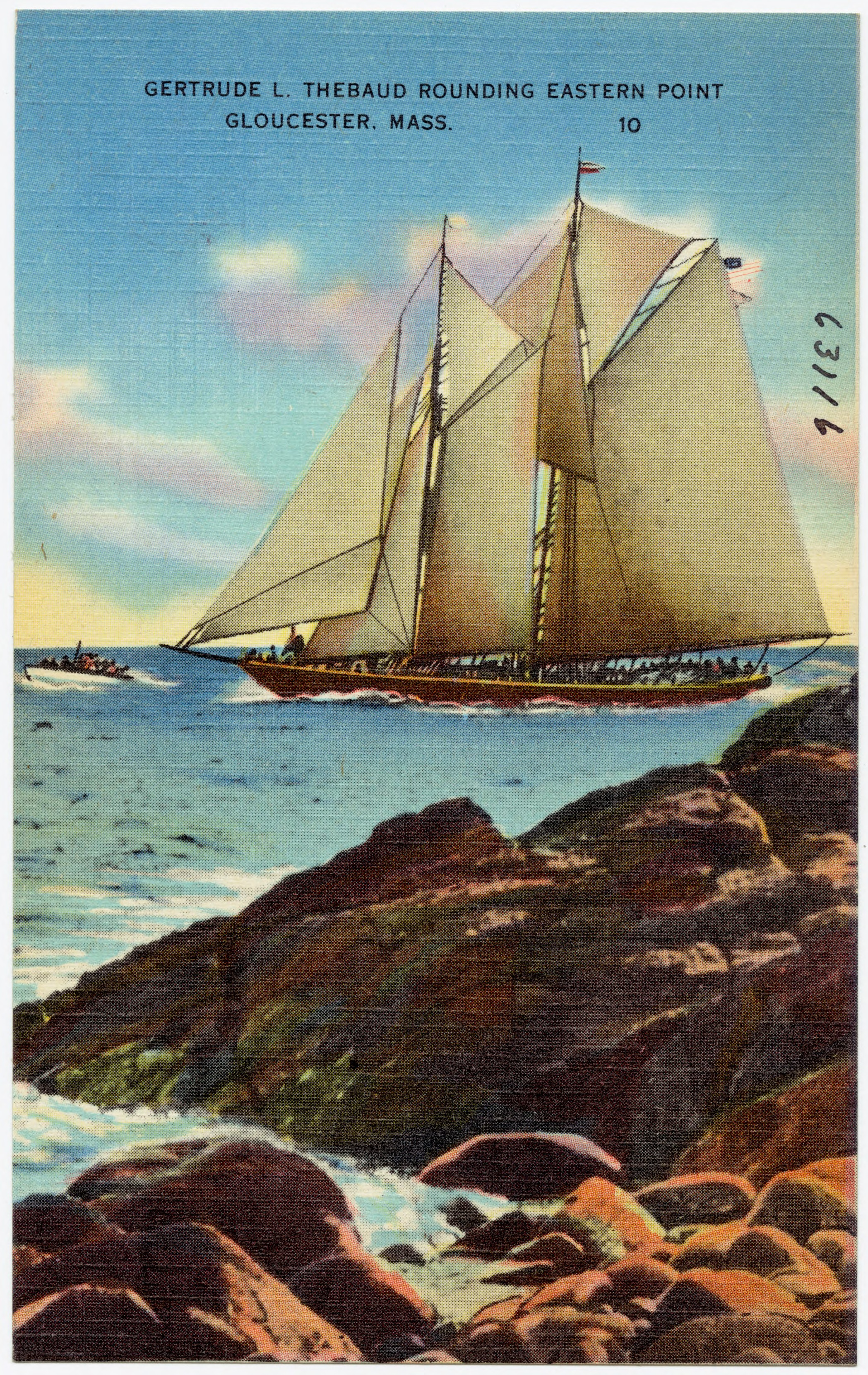
Gertrude L. Thebaud у берегов Глостера

В 1930 году в Глостере спустили на воду новую шхуну Gertrude L. Thebaud, создатели которой решили бросить вызов Bluenose. Судно, обошедшееся в 80 тысяч долларов — дороже, чем любая рыбачья шхуна в Новой Англии, — было построено на деньги миллионера Луиса Тебо, назвавшего его в часть своей жены, и спроектировано известным кораблестроителем из Бостона Фрэнком Пейном. Несмотря на сумму, в которую она обошлась, для шхуны, строившейся в конце эпохи парусного флота, не хватало пиломатериалов нужной длины, и впоследствии она периодически давала течи на стыках досок бортовой обшивки. Пресса отмечала внешнее сходство нового судна с яхтами, которые ранее строил Пейн, и всевозможные технические новинки в его оснащении; в начале 1920-х годов такое судно скорее всего даже не допустили бы к Международной рыбацкой гонке. Gertrude L. Thebaud имела меньшие размеры, чем канадские шхуны (135 футов максимальной длины и 98 футов по ватерлинии), и несла всего 720 м² парусов против 930 у Bluenose — причём даже эта площадь, по мнению канадцев, была избыточной при её габаритах. Её характерный профиль включал высокие мачты (высота грот-мачты 90 футов, грот-стеньги 40 футов), острый нос и короткий бушприт. Соревнование, получившее название Кубок Липтона (в честь пожертвовавшего деньги на приз чайного фабриканта), было приурочено к 300-летию Глостера. Капитаном новой шхуны на Кубке Липтона стал Бен Пайн, уже боровшийся с Уолтерсом в Международной рыбацкой гонке 1923 года.
К этому времени состояние Bluenose было достаточно скверным. Шхуна, которой уже исполнилось восемь лет, побывала во многих штормах, её набор пропитался водой. В неофициальных гонках, приуроченных к луненбергскому рыбацкому фестивалю, она проиграла Haligonian, потерпев первое поражение во внутренних канадских соревнованиях за свою историю (Макларен списывает это поражение на избыточное самомнение Уолтерса, давшего соперникам десять минут форы и в итоге проигравшего восемь). Владельцы шхуны согласились участвовать в Кубке Липтона только в том случае, если американская сторона оплатит её ремонт, стоивший втрое больше, чем сам учреждённый приз — более 10 тысяч долларов. Это условие было принято, и Bluenose пошла в Бостон. По пути в Глостер Bluenose попала в шторм, растянувший её новые паруса (которые журнал Yachting сравнил с «неудачно перешитым цирковым шатром»), и первую гонку проиграла американцам на 15 минут. Вторая гонка дважды прекращалась после старта — в первый раз из-за слишком слабого ветра, а во второй — из-за того, что он чрезмерно усилился в её ходе; канадская шхуна, шедшая впереди, едва не потеряла грота-гик, а затем из-за высокого волнения не могла найти отмечающие курс бакены. Когда гонка, наконец, состоялась, Уолтерс, лидируя и пытаясь поймать свежий северо-западный ветер, привёл свою шхуну слишком близко к берегу и потерял скорость. Gertrude L. Thebaud выиграла и эту гонку — теперь на 8 минут. Уолтерс категорично заявил: «Она (Gertrude L. Thebaud) победила не Bluenose. Она победила меня».
Эта победа побудила американцев выдвинуть предложение о возобновлении Международной рыбацкой гонки. Часть призового фонда обеспечил Луис Тебо, другую позже собрали в Новой Шотландии по подписке. 1931 год Bluenose, как и другие рыболовецкие суда, большей частью простояла в порту: из-за Великой депрессии цены на рыбу упали настолько, что лов на шхунах стал убыточным. Большинство шхун, как канадских, так и американских, было в нерабочем состоянии, и национальные отборы не проводились. Американский вызов, однако, был принят владельцами Bluenose — в случае её победы это означало реальный доход в виде денежного приза. Отсутствие необходимости считаться со сроками окончания рыболовецкого сезона позволило назначить гонки на необычно раннее время — вторую декаду октября, что должно было обеспечить бо́льшую их посещаемость; Макларен, впрочем, отмечает, что в годы Великой депрессии большой популярностью пользовались практически любые соревнования, бывшие для переживавших тяжёлые времена рядовых граждан способом отвлечься.
Чтобы соблюсти критерии допуска к соревнованиям на Международную рыбацкую гонку, американцам пришлось несколько урезать площадь парусов, а ожидаемые сильные ветры заставили их нагрузить на свою шхуну дополнительный балласт; в результате Elsie потеряла всякую способность бороться на равных с Bluenose. В ходе одной из гонок на фоне стремительно несущейся канадской шхуны её американская соперница, казалось, стояла на месте, и с корабля прессы кто-то закричал Бену Пайну, чтобы тот поднял якорь. В родных водах Bluenose выиграла первую гонку на 35 минут, но лимит времени оказался превышен и результат был отменён. Через два дня канадская шхуна победила снова, теперь на 32 минуты, и этот результат был засчитан (ветер оставался очень слабым, но Уолтерсу не без труда всё же удалось уложиться в отведённые на дистанцию шесть часов). На следующий день ветры были более сильными, но канадцы уверенно победили и в третий раз, опередив соперников на 12 минут. Американская пресса возложила вину за поражение на Бена Пайна, а сам Уолтерс презрительно отозвался о мореходных качествах Gertrude L. Thebaud, заявив, что эта «игрушка» никуда не годится при плохой погоде и неспособна лавировать.

### Показательные мероприятия
Благодаря завоёванному в 1931 году денежному призу Bluenose закончила этот сезон с положительным финансовым балансом, однако уже в 1932 году её владельцы понесли убытки в размере около 700 долларов. Великая депрессия заставила их искать в дополнение к рыболовному промыслу другие средства заработка, и широко известная шхуна стала периодически использоваться в качестве прогулочного и туристического судна, посещая в том числе и достаточно дальние порты. В 1933 году по просьбе правительства Канады Bluenose отправилась представлять свою страну на Всемирной выставке в Чикаго. К этому событию выпустили изображающий шхуну пазл и специальную сувенирную брошюру «The Story of the Bluenose»; направляясь в Чикаго, шхуна совершила плавание вверх по течению реки Святого Лаврентия и Великим озёрам с остановками в Монреале и Торонто. Сама Bluenose была вычищена и переоборудована: трюмы, в которых много лет складировалась рыба, были вымыты, вдоль одного борта устроены каюты, а вдоль другого расположилась экспозиция, посвящённая истории луненбергского рыболовного промысла. На той же выставке была выставлена и Gertrude L. Thebaud, тоже привлекавшая внимание посетителей. За 1934 год канадская шхуна принесла владельцам чуть меньше 2000 долларов прибыли — в основном благодаря использованию в качестве прогулочного судна на Великих озёрах.
Осень 1934 года Bluenose провела на Большой банке, стоимость улова на которой к этому времени снова начала превосходить доходы, получаемые от использования в качестве прогулочного судна. В 1935 году шхуна вновь представляла Канаду, на этот раз на празднованиях в Великобритании в честь 25-летней годовщины царствования Георга V. Пожилой монарх не поднимался на борт Bluenose, вместо этого удостоив её капитана Уолтерса приёма на королевской яхте Victoria and Albert. Уолтерс также был приглашён принять участие в показательной гонке с несколькими британскими яхтами. Хотя его соперниками были не рыболовецкие, а настоящие гоночные суда, Уолтерс смог привести Bluenose к финишу третьей.
На обратном пути из Англии Bluenose, на борту которой находились десять пассажиров, в том числе пять женщин, едва не погибла, попав в сильнейший шторм в 200 милях от Фалмута. В трюм попало значительное количество воды, и судно несколько минут пролежало на борту под ветром, прежде чем выправиться и продолжить путь. Bluenose добралась до Плимута с потерянными мачтами и порванным такелажем, но не потеряв ни одного человека. Британский коммандер, бывший на борту шхуны, позже писал, что сам факт, что пассажиры остались в живых, свидетельствует о великолепных мореходных качествах Bluenose и высоком мастерстве капитана и команды (сохранилось имя матроса, стоявшего у штурвала в течение всего шторма — Джордж Коркам).

### Последняя гонка
В 1937 году рельефное изображение Bluenose работы скульптора и медальера Эмануэля Хана появилось на канадских монетах достоинством десять центов. Монеты этого дизайна продолжают чеканиться по настоящее время, изначально из серебра (содержание которого в сплаве неуклонно снижалось), с 1968 г. из медно-никелевого сплава, с 2000 г. из никелированной стали.
Несмотря на почёт, которым было окружено имя шхуны, на этом этапе она приносила своим владельцам убытки, связанные со спадом спроса на солёную треску. В 1934 и 1936 году владельцы Bluenose дважды пытались её продать, но не нашли покупателей. В 1936 году на ней были установлены два дизельных двигателя компании Fairbanks-Morse мощностью 90 л. с. каждый, а с её мачт сняты стеньги. Планы шхуны не предусматривали наличия гребного винта или места для машин, что сделало установку дизелей трудоёмкой, а их эффективность — весьма невысокой, хотя и достаточной для того, чтобы судно могло выходить на зимний лов. Кроме того, они были съёмными — на случай, если шхуне придётся снова участвовать в гонках. Из общей стоимости дизелей (около 11,5 тысяч долларов) пять тысяч были выплачены сразу, что свело финансовый баланс шхуны в 1936 году в ноль; остальную часть цены владельцы Bluenose оставались должны производителям. Следующий год окончился для них с убытками, превышающими 700 долларов, даже несмотря на то, что выплата долга была отложена. Низкие цены на треску привели к тому, что рыбаки объявили забастовку, требуя повышения закупной цены на треску. К следующему году бастующие, одним из лидеров которых был Ангус Уолтерс, добились уступок со стороны оптовых скупщиков.
В 1938 году двигатели всё-таки пришлось снимать, поскольку Bluenose, которой исполнилось 17 лет, получила вызов на очередную Международную рыбацкую гонку. В этом соревновании с ней, как и за семь лет до этого, соперничала значительно более новая Gertrude L. Thebaud. Состязание, которое стало возможным благодаря оживлению интереса к парусному рыболовству в США после выхода на экраны фильма «Отважные капитаны» по одноимённому роману Киплинга, должно было проходить у берегов Глостера и Бостона и на сей раз состояло не из трёх, а из пяти гонок. Судно Уолтерса было далеко от своей лучшей формы, побывав во многочисленных штормах, доски набора стали мягкими от времени, а нос и корма осели глубже в воду. Владельцы Bluenose, испытывавшие финансовые трудности, едва не отказались от участия; государство также было не готово выделить средства на ремонт и подготовку шхуны к гонке, и в итоге американцы согласились взять на себя часть расходов, лишь бы соревнование состоялось.
Перед последней гонкой счёт был ничейным — и канадцы, и американцы выиграли по два заезда (Gertrude L. Thebaud на три и пять минут, Bluenose на 12 и 6,5 минут). Американская сторона, удивлённая хорошими результатами старой шхуны, после второй гонки потребовала проверки осадки Bluenose, подозревая, что та несёт больше балласта, чем разрешали правила. Канадское судно действительно сидело в воде глубже разрешённого, и перед третьей гонкой часть балласта с него была снята, что не помешало ему выиграть третью гонку и лидировать в четвёртой, установив рекорд скорости на прямой для судов, идущих под парусами — 14,5 узла. Однако за три мили до финиша на Bluenose лопнула грот-стеньга, и это позволило американской шхуне догнать канадскую и выиграть заезд. Предыдущие гонки тоже проходили со сложностями — в первой у старой шхуны расщепился бушприт (по другому источнику — фор-стеньга), во второй порвался стаксель, а третью пришлось отложить после того, как перед самым стартом на Bluenose оторвался штурвал. Gertrude L. Thebaud тоже пострадала, после третьей гонки поцарапав дно о камни, однако это повреждение оказалось неопасным. Во время долгого перерыва между второй и третьей гонками Бен Пайн заболел, и остаток состязания американской шхуной командовал Сесил Молтон. Команда Bluenose продолжала манипулировать балластом, пытаясь добиться наилучшего хода, что противоречило правилам гонки; в определённый момент по совету конструктора шхуны Уильяма Руэ с неё были сняты топливные баки, баллоны со сжатым воздухом, электрогенератор и прочее оборудование общей массой порядка пяти тонн. В свою очередь Уолтерс обвинял Пайна в том, что его шхуна несёт больше парусов, чем допускали правила. Все эти взаимные обвинения настолько утомили организаторов, что те в итоге решили позволить участникам продолжать соревнования без дальнейших попыток привести их суда к требуемому стандарту. Споры вызывало даже место проведения каждой следующей гонки — Уолтерс открыто предпочитал бостонский маршрут глостерскому, называя последний «детской каруселью» за короткую дистанцию, которую приходилось проходить дважды.
Последний заезд был одним из наиболее равных, и канадская шхуна выиграла его с разницей менее чем в три минуты (на последних метрах дистанции у неё лопнул фал топселя — случись это чуть раньше, и американцы могли бы оказаться победителями). Состязание проходило в конфликтной обстановке, и по его окончании Уолтерс заявил, что, пока он остаётся капитаном Bluenose, она никогда больше не примет участие в гонках в США. В свою очередь, американская команда и некоторые члены организационного комитета снова заявили, что его председатель капитан Лайонс намеренно подыгрывал канадцам. Парадоксальным образом претензии были связаны с тем, что на протяжении соревнования гонка отменялась в том числе из-за сильных ветров, при которых в прошлом канадская шхуна последовательно превосходила всех американских соперников. К 1938 году, однако, ситуация изменилась: канадское судно было слишком старым, что мешало ему нести достаточное количество балласта, а без него Bluenose при сильном ветре вела себя слишком капризно.
Неприязнь между сторонами усугубилась, когда в процессе церемонии награждения призовые деньги оказались «ещё не готовы» и, более того, куда-то исчез учреждённый Уильямом Деннисом кубок. Его подбросили через несколько дней в сиротский приют в сопровождении листка с издевательской эпиграммой в адрес Уолтерса и его шхуны. Больше Международная рыбацкая гонка не проводилась — не в последнюю очередь потому, что эра парусного рыболовства подходила к концу и в строю оставались лишь немногие из рыбачьих шхун, ведших промысел у Большой банки. Тем не менее позже Сесил Молтон заявил, что вызывает Уолтерса на гонку в водах Массачусетса и предлагает приз в размере 500 долларов победителю; канадский капитан в ответ на это предложил гонку до Бермудских островов и обратно на гораздо бо́льшую сумму, но в реальности никто не был готов эти деньги выделить. Фактически, даже деньги, обещанные американцами на починку Bluenose, были выплачены только в марте 1939 года, причём не полностью.

## Последние годы службы
После 1938 года Уолтерс, ставший единоличным владельцем Bluenose, пытался удержать её в деле, но напрасно. Сам он уже был слишком стар, чтобы выводить её в море, и обзавёлся на берегу молочной фермой, прославившейся своим шоколадным молоком. С 1939 года шхуна стояла на приколе на луненбергской верфи — в том числе и в силу того факта, что с началом Второй мировой войны лов на Большой банке стал слишком опасен из-за появления там немецких подводных лодок. Газета Halifax Herald вела кампанию за её приобретение правительством и сохранение в качестве национального памятника, но общественной поддержки эта инициатива не получила. Не увенчалась успехом и попытка продавать по доллару сертификаты совладельцев легендарной шхуны. Ради сохранения судна Уолтерс потратил 7000 долларов, когда Fairbanks-Morse потребовали выплаты остатка долга за дизели (традиционно считается, что эти деньги он выложил из собственного кармана, хотя, возможно, это была часть суммы, выделенной американцами на ремонт шхуны, но не потраченной на эти цели). В июле 1942 года Bluenose наконец была продана компании West Indian Trading Company.
Компанию, купившую Bluenose, основали двое молодых отпрысков богатых и влиятельных американских семей — Том Хиггинс и Джесс Сполдинг. По мнению новых хозяев, одно только имя шхуны стоило больше, чем уплаченные за неё 20 тысяч долларов. Шхуна под командованием капитана Эдварда Уайнахта отправилась на Кубу с грузом сушёной трески и только за этот рейс принесла компании 7000 долларов прибыли, а после нескольких рейсов с грузами авокадо и грейпфрутов между Карибами и США прибыль превысила полученную предыдущими владельцами за последние десять лет.
Уайнахт пробыл капитаном Bluenose лишь несколько месяцев. Его сменил Амплайас Берринджер, того — Джеймс Мейснер и, наконец, Уилсон Берринджер. Все капитаны были выходцами из Луненберга. Помимо рейсов с фруктами шхуна занималась и более опасным делом, перевозя для американских военных боеприпасы и динамит. По легенде, в один из таких рейсов с грузом авиационного топлива и динамита у берегов Гаваны судно встретилось с немецкой подводной лодкой, однако капитан субмарины, узнав знаменитую шхуну, отпустил её.
По словам Сполдинга, за два года службы на Карибах Bluenose принесла ему полмиллиона долларов, хотя, скорее всего, эта оценка завышена. В декабре 1944 года судно, быстро приходящее в негодность и постоянно нуждающееся в откачке трюмной воды, было снова продано — Межконтинентальной транспортной компании (Флорида) примерно за 50 тысяч долларов. Новым владельцам шхуна прослужила чуть больше года: в январе 1946 года у берегов острова Ваш (Гаити) она наскочила на коралловый риф, получила невосстановимые повреждения и, соскользнув с рифа, затонула. Владельцы сняли с обломков Bluenose дорогостоящие дизельные двигатели, не пытаясь спасти само судно. Halifax Herald отозвалась на это событие: «её бесславная гибель — национальный позор». Руководство Межконтинентальной транспортной компании, отдавая себе отчёт в том, насколько велика была слава погибшей шхуны, уже в мае 1946 года переименовало одно из других судов своего флота в Bluenose II. Bluenose стала предпоследней из шхун, участвовавших в Международной рыбацкой гонке, которые в дальнейшем погибли в море — её последняя соперница, Gertrude L. Thebaud, разбилась в 1948 году у побережья Венесуэлы.

## Увековечение памяти

### Судно-репликаBluenose II
Хотя в Луненберге не сумели превратить Bluenose в плавучий памятник, а позже достаточно равнодушно отнеслись к её гибели, слава пережила старую шхуну. В 1950-е годы в Луненберг часто приезжали туристы, чтобы посмотреть на Bluenose, не подозревая, что её уже не существует. Поэтому когда в 1960 году была построена реплика знаменитого английского парусника Bounty для съёмок нового фильма «Мятеж на „Баунти“», в Луненберге обрела популярность идея создания реплики Bluenose.

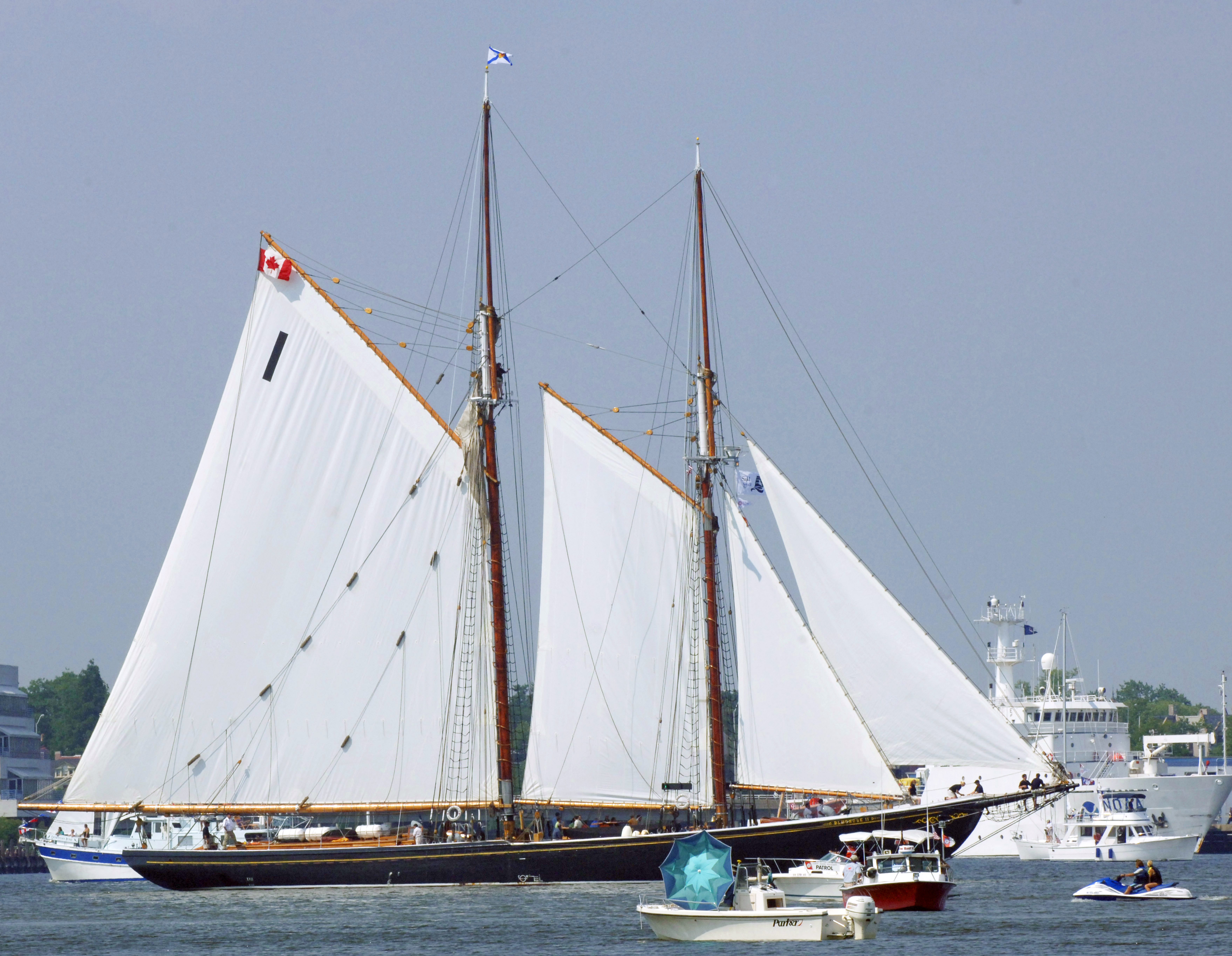
Bluenose II в 2006 году

Постройку новой шхуны на той же верфи Smith & Rhuland, где в своё время строился оригинал, и по собственным чертежам Руэ профинансировала фирма Oland Brewery (внешне судно не отличалось от исторического прототипа, но внутри были произведены существенные переделки: поскольку Bluenose II предназначалась не для ловли рыбы, а для перевозки туристов, внутреннее пространство теперь занимали каюты для пассажиров). Символический золотой гвоздь в киль в начале постройки нового судна забил капитан Ангус Уолтерс. Реплика была спущена на воду 24 июля 1963 года, и Уолтерс принял участие в её первом плавании в Вест-Индию. Стоимость постройки составила 300 тысяч долларов. Фирма Oland использовала новую шхуну в рекламных целях, и та, в частности, приняла участие в монреальской Всемирной выставке 1967 года, приуроченной к столетию независимости Канады.
В 1971 году, когда фирма Oland была продана новым владельцам за пределы провинции Новая Шотландия, Bluenose II приобрело правительство провинции за символическую сумму один доллар. Судно к этому моменту находилось в аварийном состоянии и требовало капитального ремонта. Часть средств на него собрали с помощью кампании «Пожертвуй дайм — сохрани Bluenose II», в рамках которой на ремонтные работы поступило множество мелких пожертвований от рядовых канадцев и из-за рубежа. После ремонта, оконченного в 1973 году, судно выполняло роль «парусного представителя» Новой Шотландии, совершая визиты в другие страны и туристические рейсы. В 1986 году Bluenose II снова участвовала во Всемирной выставке, на этот раз в Ванкувере.
В 2009 году шхуна, возраст которой приближался к полувеку, а состояние корпуса было критическим, была поставлена на тимберовку. В ходе тимберовки было заменено большинство деревянных деталей Bluenose II, так что в обновлённой версии от старого судна сохранились только перо руля, гик и часть форштевня. Новый спуск на воду состоялся весной 2015 года — на несколько лет позже планируемого и после серьёзного превышения сметы. С июня 2015 года Bluenose II возобновила службу в качестве «парусного представителя» Новой Шотландии.

### Другие способы увековечения памяти
В год 50-летия последней победы Bluenose была выпущена почтовая марка номиналом 37 центов с изображением шхуны на фоне портрета её капитана Ангуса Уолтерса. Рисунок знаменитой шхуны с первой почтовой марки 1929 года стал фрагментом изображения новой марки 1982 года, вышедшей в честь Всемирной молодёжной филателистической выставки, а в 1998 году выпущена марка с портретом создателя Bluenose Уильяма Руэ на фоне судна. В 2000 году Канадский королевский монетный двор выпустил тиражом 15 тысяч экземпляров коллекционную 20-долларовую серебряную монету с голограммой, изображающую Bluenose (дизайнером выступил художник-маринист Дж. Франклин Райт из Новой Шотландии), а в 2012 году была таким же тиражом отчеканена золотая монета номиналом 50 центов с изображением этой шхуны.
Культовый статус Bluenose в Канаде был в очередной раз подтверждён в 1978 году, когда в её честь популярный канадский фолк-певец Стэн Роджерс написал одноимённую песню. Тема Международной рыбацкой гонки и роли в ней Bluenose остаётся популярна в канадской и американской литературе вплоть до XXI века — в случае американцев канадский публицист Силвер Дональд Камерон связывает этот интерес с чувством, что история гонки должна была завершиться для них хеппи-эндом, но этого по необъяснимой причине не произошло.
С 1955 года в списки Зала славы канадского спорта включены Bluenose, её автор кораблестроитель Уильям Руэ и её капитан Ангус Уолтерс. В доме Уолтерса с 2000 года действует музей. Судовой колокол, в своё время снятый с Bluenose и хранившийся у Уолтерса, был пожертвован им Обществу выходцев из Новой Шотландии в Альберте — как объяснял сам капитан, потому, что эта шхуна принадлежала не Луненбергу и не Новой Шотландии, а всей Канаде.